# Tetanus
Tetanus, ook wel kaakklem of wondkramp genoemd, is een infectieuze ziekte die wordt veroorzaakt door de bacterie Clostridium tetani (C. tetani) als die terecht komt in een open wonde. Tetanus is een ernstige ziekte met een hoog sterftecijfer, maar door de introductie van een vaccin komen er wereldwijd steeds minder gevallen voor. De ziekte komt in het algemeen meer voor in ontwikkelingslanden dan in de westerse landen. In België behoort het vaccin tot het basisvaccinatieschema en sinds 1957 in Nederland tot het Rijksvaccinatieprogramma. De ziekte is niet overdraagbaar tussen mensen. 
C. tetani is een gram-positieve, spoorvormende bacterie die in anaerobe omstandigheden voorkomt. De bacterie bevindt zich voornamelijk in het dierlijke darmstelsel, in uitwerpselen en in straatvuil. De ziekte wordt opgelopen door overdracht van besmettelijke sporen in een open wonde. Na infectie produceert C. tetani het tetanusneurotoxine (TeNT) dat zich via het lichaamsvocht verspreidt. TeNT wordt vervolgens opgenomen in het centrale zenuwstelsel, waar het de synaptische communicatie verstoort. Dit zorgt voor overmatige excitatie van motorneuronen, deze prikkeling van de zenuwen leidt tot spierspasmen. Gebaseerd op de klinische kenmerken zijn er vier verschillende vormen van tetanus te onderscheiden: gegeneraliseerde tetanus, neonatale tetanus, lokale tetanus en cephalische tetanus. 

## Geschiedenis
Het woord tetanus komt van het Oudgrieks: τέτανος (tetanos), wat 'strak' betekent. De naam verwijst naar de pathologische spierspasmen die het lichaam in hyperextensie brengen.  
Tetanus was reeds bekend in de Oudheid, onder andere als de gesel der kraamvrouwen, en werd door Hippocrates beschreven. Men dacht echter tot de 19e eeuw dat de ziekte te wijten was aan een vorm van neurodegeneratie. De besmettelijke oorsprong werd pas in 1884 ontdekt door twee Italiaanse pathologen, Antonio Carle en Giorgio Luigi Rattone, onderzoekers aan de universiteit van Turijn. Zij induceerden tetanus bij konijnen. TeNT werd uit de puisten van een mens die gestorven was aan tetanus gehaald en daarna geïnjecteerd in de heupzenuwen van de konijnen, die vervolgens ook ziek werden. 
In 1884 ontdekte de Duits-Joodse arts Arthur Nicolaier de bacterie die aan de oorsprong van tetanus ligt. Hij noemde zijn ontdekking Clostridium tetani.
Het eerste echte antitoxische serum werd verkregen door Kitasato Shibasaburō en Emil Adolf von Behring. Zij hebben in 1891 in Berlijn C. tetani geïsoleerd uit een menselijk slachtoffer. Zij wisten aan te tonen dat C. tetani de ziekte veroorzaakte wanneer het in dieren werd geïnjecteerd en dat TeNT geneutraliseerd werd door specifieke antilichamen. In 1897 toonde Edmond Nocard aan het Pasteur Instituut aan dat het tetanus antitoxine passieve immuniteit induceerde bij mensen, en dat het gebruikt kon worden voor het voorkomen en behandelen van tetanus. 
Al tijdens de Eerste Wereldoorlog probeerde men de mensen te immuniseren door ze in te enten met een niet-toxische vorm van TeNT gekoppeld aan jood, maar dit leverde geen resultaten op. Het eerste tetanustoxoïdvaccin werd in 1924 ontwikkeld door Gaston Ramon en Pierre Descombey aan het Pasteur Instituut in Garches. Ze hanteerden een methode gebaseerd op het gebruik van formaldehyde om een ongevaarlijke vorm van TeNT te krijgen die het immuunsysteem kon activeren. Deze techniek wordt tegenwoordig nog steeds gebruikt bij de productie van sommige vaccins.
Dankzij de ontwikkeling van dit tetanustoxoïdvaccin was het mogelijk om op grote schaal tetanus te voorkomen. Dit was van vitaal belang bij de ontelbare gevechtswonden en ontberingen aan het front tijdens de Tweede Wereldoorlog.

## Clostridium tetani
Tetanus is een aandoening die veroorzaakt wordt door een bacteriële infectie. De bacterie die verantwoordelijk is voor tetanus is Clostridium tetani (C. tetani). De taxonomie is een tak in de biologie die organismen indeelt in groepen volgens hun eigenschappen. In de taxonomie behoort C. tetani tot het geslacht Clostridium, zelf ondergeschikt aan de klasse Clostridia.Tot het geslacht van de Clostridium-bacteriën horen een 180-tal soorten. Het zijn gram-positieve bacteriën. Gram-positieve bacteriën worden getypeerd door een buitenste celwand, die de binnenste celmembraan omgeeft. Ze kunnen geïdentificeerd worden met de gramkleuring, waarbij de kleurstof kristalviolet gebruikt wordt. Deze kleurstof associeert met de peptidoglycaanstructuur waaruit de celwand is opgebouwd, waardoor de bacteriën paars kleuren. Bij afwezigheid van een peptidoglycaanstructuur blijven de bacteriën kleurloos of kleuren lichtroze of oranje door andere kleuringen. Deze bacteriën zijn gram-negatief. 
Clostridium-bacteriën komen het vaakst voor in omgevingen die anaeroob metabolisme toelaten, zoals straatvuil, stof en dierenmest. Anaeroob metabolisme laat de verbranding van voedingsstoffen toe in afwezigheid van zuurstof. Sommige soorten, zoals C. butyricum zijn ook bewoners van de menselijke darmflora. Deze niet-pathogene Clostridium-soorten die de darmflora bemannen, worden vaak ingedeeld in clusters of groepen, naargelang hun metabolische functie in het darmstelsel. Er zijn ook pathogene Clostridium-soorten. De bekendste, naast C. tetani, is C. botulinum.. C. botulinum is een toxine producerende bacterie, die aanleiding geeft tot botulisme. Botulisme kan opgelopen worden op drie manieren: voedselvergiftiging, wondinfectie of infantiele botulisme. Bij infantiele botulisme wordt de bacterie opgenomen in het menselijke darmstelsel, waar het zijn toxines produceert. Het treft pasgeborenen tot het eerste levensjaar. Botulineneurotoxines (BoNT's) zorgen voor een meestal symmetrische verlamming van het perifere zenuwstelsel.  

### C. tetaniis obligaat anaeroob
Het geslacht Clostridium differentieert zich van vele andere bacteriën vanwege het anaeroob metabolisme. In het katabolisme, de afbraak van voedingsstoffen, wordt energie gewonnen voor het organisme via oxidatieprocessen. Glucose, een energierijke voedingsbron, ondergaat in de meeste cellen drie processen: glycolyse, de citroenzuurcyclus en de oxidatieve fosforylatie. Zuurstofgas (O2) is een anorganische stof die essentieel is voor de laatste twee processen. Zonder O2 valt de citroenzuurcyclus en de oxidatieve fosforylatie dus stil. Dit zijn twee processen die voor een cel de meeste energie opleveren. C. tetani is obligaat anaeroob. Dit betekent dat ze niet in staat zijn om O2 te gebruiken voor de oxidatie van glucose, waardoor de laatste twee processen stilvallen. De aanwezigheid van zuurstof kan zelfs een schadelijk of dodelijk effect hebben op C. tetani. Al hun energie wordt dus gewonnen in de glycolyse, die wel in afwezigheid van zuurstofgas kan plaatsvinden.
Om de glycolyse te laten plaatsvinden hebben ze dus een organische vervanger nodig van zuurstofgas. Dit metabool pad heet fermentatie. Dierenuitwerpselen en het dierlijke gastro-intestinaal stelsel zijn bijvoorbeeld gunstige omgevingen voor C. tetani omdat ze de anaerobe fermentatie van pyruvaat ter vorming van organische producten toelaten. Dit verklaart waarom C. tetani voornamelijk in deze omgevingen teruggevonden kan worden. Naast dierlijke uitwerpselen werd C. tetani ook al teruggevonden in menselijke stoelgang bij bevestigde tetanus besmettingen. Infectie via een open wonde blijft echter nog altijd de hoofdingang van de bacterie in het menselijke lichaam. Enkele gevormde bijproducten in het fermentatieproces zijn: azijnzuur, boterzuur, butanol en aceton. Ook de gassen H2 en CO2 worden in dit proces geproduceerd. Naast glucose zijn ze ook in staat om alcoholen, aminozuren, nucleïnezuren en polymeren zoals zetmeel en cellulose als voedingsstof te gebruiken.

### C. tetaniis een endosporevormende bacterie
Sommige gram-positieve bacteriën, maar nooit gram-negatieve bacteriën, zoals soorten uit het geslacht Bacillus en Clostridium, vormen sporen. Bij een overgang van normale omstandigheden naar extreme omstandigheden, waar overleven moeilijk wordt, gaan de bacteriën over van een vegetatieve staat naar een ‘slaapstand’ in de vorm van een spore. C. tetani vormt terminale endosporen. Deze sporen bevinden zich op de uiteinden van de bacteriecel, wat de C. tetani een typisch tennisraketuitzicht geeft. De naam Clostridium is afkomstig van het Griekse κλωστήρ (klostèr), wat spoel betekent. Dit verwijst natuurlijk naar de opvallende morfologie.

#### Structuur van een spore
Een spore is een meerlagige structuur die de bacterie toelaat om in extreme omstandigheden te overleven. Sommige sporen van enkele eeuwen oud zijn teruggevonden. Ze bevatten een volledige kopie van het chromosomaal DNA, een minimale hoeveelheid van enzymen en ribosomen, en calcium gebonden aan dipicilonezuur (Ca-DPA). De spore is omgeven door een binnenste membraan, twee peptidoglycaanlagen en een keratinemantel. Deze structurele eigenschappen zorgen ervoor dat sporen bestendig zijn tegen intense hitte, straling en desinfecterende middelen.

#### Sporevormingscyclus bijC. tetani
Het sporevormingsproces wordt ingezet bij een daling in de voedingsstoffen, een daling in de zuurtegraad, of blootstelling aan hitte. De bacteriecel schakelt over van een vegetatieve toestand naar een sporevormende toestand. Door de veranderingen in de omgeving wordt de regulator Sp0A1 gefosforyleerd (=aanhechten van fosfaatgroepen). Deze fosforylatie is het begin van een hele cascade die alle fases van het sporevormingsproces reguleert op niveau van genexpressie. Het initieert ook de productie van TeNT en BoNT in C. tetani en C. botulinum respectievelijk. De eerste stap is de vorming van een septum of barrière die een grotere moedercel onderscheidt van een kleinere prespore. Daarna oriënteert de moedercel zich rondom de prespore. Grote hoeveelheden Ca-DPA worden de spore ingepompt, in ruil voor water. Door de dehydratatie wordt het metabolisme in de prespore stilgelegd. Eenmaal de prespore voldoende gematureerd is, barst de moedercel open, en wordt de spore in de omgeving vrijgelaten.

#### Ontkiemen van de sporen
Er zijn enkele eigenschappen van sporen die verhinderen dat de spore ontkiemt. Regulatie van het watergehalte in het cytosol is hierbij essentieel. De sporen zijn gedehydrateerd, wat ervoor zorgt dat het metabolisme volledig geremd is, en de spore dus niet uitgroeit tot een vegetatieve bacteriecel. Ca-DPA transport dehydrateert het cytosol van de spore. Ook zorgt de peptidoglycaanwand van de spore dat water niet naar binnen kan. In een voedingsrijke en dus gunstige omgeving voelt de spore germinants. Dit zijn aminozuren, nucleïnezuren, suikers of zout. Deze germinants verschillen bij Clostridium-soorten, wat zorgt voor de specificiteit van omgeving waar hun sporen uitkomen. Na binding van de germinants op specifieke receptoren wordt een signaaltransductiecascade geactiveerd. De cortex (uitwendige wand van de spore) wordt gehydrolyseerd en Ca-DPA wordt vrijgelaten. Het cytosol hydrateert en de chromosoominhibitoren degraderen. Hierdoor wordt het metabolisme en genexpressie opgestart, waardoor de spore ‘ontwaakt’ en uitgroeit tot een vegetatieve bacteriecel.

## Pathofysiologie
Wanneer C. tetani in contact komt met een open wonde, kan het deze contamineren en vervolgens ook in deze wonde ontkiemen. De bacterie kan echter alleen overleven bij bepaalde omstandigheden binnen een bepaald bereik. Dit omslaat bepaalde grenzen van de pH-waarde (zuurtegraad), de hoeveelheid nutriënten, een lage redoxpotentiaal en anaerobe condities die gerespecteerd moeten worden opdat de bacterie kan ontkiemen. Tijdens het ontkiemingsproces groeit de tetanusbacterie uit tot een vegetatieve bacterie. In deze vorm kan een bacterie zich verder ontwikkelen en sporen vormen aangezien de levensomstandigheden voldoende gunstig zijn.

### Opname in het lichaam
Het komt vaak voor dat een vuile wonde geïnfecteerd wordt door de tetanusbacterie als spore, die zich dan later ontkiemt tot vegetatieve bacterie. Als vegetatieve bacterie zal die het tetanus neurotoxine (TeNT) vormen, wat schade zal aanrichten aan het menselijk lichaam. De bacterie kan zowel in vegetatieve vorm als in de toestand van een spore de bloed- en lymfecirculatie binnentreden en zo in het lichaam verspreid worden. Het is echter zo dat de bacterie zich niet verder kan ontwikkelen in de bloedcirculatie, gezien het bloed geen anaerobe omgeving is door de aanwezigheid van zuurstof gebonden aan hemoglobine. De enige plaats waar de bacterie zich werkelijk kan ontwikkelen en TeNT kan aanmaken is dus in de vervuilde wonde zelf. 

### Structuur van het toxine
Tetanusneurotoxine (TeNT) is een van de meest toxische eiwitten door de mens gekend en wordt geproduceerd door C. tetani. TeNT behoort tot de Clostridium-neurotoxinefamilie, waaronder ook botulineneurotoxine gerekend kan worden. Eiwittoxines in deze familie vertonen ongeveer 35% overeenkomst met elkaar in aminozuursequentie. TeNT wordt gecodeerd door een 74,082bp plasmide die 61 genen bevat en wordt gesynthetiseerd als één polypeptdideketen van 1315 aminozuren. De polypeptide heeft een moleculair gewicht van 150 kDa. De polypeptideketen ondergaat post-translationele modificatie na opname in het centraal zenuwstelsel en wordt gekliefd in een zware keten, de H-keten, en een lichte keten, de L-keten. De H-keten en de L-keten worden verbonden via een enkele zwavelbrug. Deze klieving activeert het tetanus neurotoxine.
De carboxyterminale H-keten heeft een moleculair gewicht van 100 kDa. Deze H-keten wordt opgedeeld in twee delen van 50 kDa die elk een specifieke functie hebben. Het N-terminale gedeelte van de H-keten (HN) zorgt voor de vrijstelling van de L-keten uit het endosoom na presynaptische opname van TeNT. Een endosoom is een vesikel in de vroege fase van de endocytose. HN bestaat uit twee 11nm alfa-helices.Het C-terminale gedeelte van de H-keten (HC) kan opgesplitst worden in twee subdomeinen. Het ene subdomein bestaat uit 16 bèta-ketens en 4 alfa-helices, waarvan de functie onbekend is. Het andere subdomein bevat twee bindingsplaatsen voor gangliosiden op het membraan van perifere zenuwen, waardoor het tetanus neurotoxine opgenomen kan worden in de cel. Na binding met de gangliosiden ondergaat TeNT retrograad transport in de perifere zenuw. Retrograad transport is het transport van het axonuiteinde tot het cellichaam. De N-terminale L-keten (L) heeft een moleculair gewicht van 50 kDa en bevat de katalytische plaats, een zink-metalloprotease. Proteasen zorgen voor de klieving van een peptidebinding. Een zink-protease maakt gebruik van een zinkion (Zn2+) om de pKz van water te doen dalen, waardoor het een nucleofiele aanval kan uitvoeren op het substraat dat daardoor gekliefd wordt. In de L-keten wordt het zinkion gecoördineerd door His233, His237, Glu234 en Glu271. Uniek voor TeNT en BoNT is dat de actieve plaatsen ook tyrosineresidu’s bevatten. Wat opvalt in de 3D-structuur is dat de L-keten en de HN-keten een uitgerekte, langwerpige interface hebben, die ‘de riem’ wordt genoemd.

### Transport in de zenuwen
Nadat het tetanus neurotoxine (TeNT) is opgenomen in het lichaam en via de bloedbaan tot bij de spiervezels is geraakt, zal het proberen de perifere zenuw binnen te dringen. In het geval van tetanus is dit een motorische perifere zenuw. Nadat TeNT is binnengedrongen zal deze via retrograad transport tot aan het cellichaam van de zenuw te geraken.

#### Werking zenuwstelsel
Een perifere zenuw is een zenuw die buiten het centraal zenuwstelsel ligt. Perifere zenuwen liggen dus overal verspreid in het lichaam, maar buiten de hersenen en het ruggenmerg. Ze staan in voor het opvangen van signalen en geven deze dan door aan het centraal zenuwstelsel. Deze noemen we de sensorische perifere zenuwen. Ze maken synaps met allerlei structuren die prikkels van buiten of binnenin het lichaam kunnen ontvangen. Nadat de info verwerkt is door het centraal zenuwstelsel zal er opnieuw een signaal aan de perifere zenuwen worden doorgegeven. Deze prikkel zorgt bijvoorbeeld voor het samentrekken van een bepaalde spier. Deze perifere zenuwen maken voornamelijk synaps met spiervezels en noemen we motorische perifere zenuwen.
Het cellichaam van de motorische perifere zenuw ligt in het ruggenmerg en staat daar in verbinding met twee interneuronen. Interneuronen zijn zenuwcellen die het centraal zenuwstelsel met het perifere zenuwstelsel verbinden. Sommige interneuronen zijn excitatorisch (zorgt dat de spier kan samentrekken) en anderen zijn inhibitorisch (zorgt dat de spier kan relaxeren). Zij bepalen door afgifte van neurotransmitters of de motorische zenuw de prikkel doorgeeft tot aan de spiervezels om samen te trekken of niet.

#### Retrograad transport van TeNT
Het tetanus neurotoxine wordt opgenomen in de perifere motorische zenuw ter hoogte van een spiervezel door een axonal signaling endosoom (ASE). Ze herkennen een sequentie op TeNT die we de HC-sequentie noemen. De HC-sequentie zorgt ervoor dat TeNT in de perifere zenuwcel opgenomen kan worden. ASE heeft geen zuur milieu waardoor TeNT inactief blijft. Na translocatie uit ASE zal TeNT zich echter in een zuurder milieu bevinden waardoor er structurele veranderingen zullen plaats vinden. Door deze veranderingen wordt TeNT nu als actief beschouwd. De klieving tussen de L-keten en de H-keten vindt hier plaats.
Nadat ASE met TeNT het cellichaam van het motorneuron heeft bereikt, bevindt TeNT zich nu in het ruggenmerg. Er zijn twee hypotheses voor het verdere verloop van TeNT.  
De eerste hypothese stelt dat TeNT zal versmelten met een lysosoom en het via lysosomale secretie in de synaps tussen het motorneuron en interneuron terecht zal komen. Dan kan TeNT worden opgenomen door een inhibitorische interneuron. Daarnaast kan TeNT zich ook verder verspreiden in het ruggenmerg en door andere naburige interneuronen worden opgenomen. 
De tweede hypothese stelt dat er een trans-synaptische beweging is waarbij gebruik wordt gemaakt van vesikels die aan retrograad transport doen en die zich niet kunnen verspreiden naar een naburige synaps of naburige interneuronen. 
Het meest waarschijnlijk is de tweede hypothese omdat tetanus via de eerste hypothese zich veel sneller zou verspreiden en er zouden dus ook veel sneller een groter aantal symptomen worden vastgesteld. Er is echter meer onderzoek nodig om dit aan te tonen.

### Synaps
Tetanus kunnen we in verband brengen met twee synapsen, de ene is gelegen tussen het motorneuron en de spiervezels en de andere tussen het motorneuron en het inhibitorische interneuron. Deze twee synapsen zijn zeer verschillend en zullen we beide in detail bekijken. Het presynaptisch neuron geeft neurotransmitters (NT’s) af om een prikkel door te geven. Nadat er presynaptisch een hele reeks stappen hebben plaatsgevonden zullen er vesikels met neurotransmitters worden vrijgelaten in de synaptische spleet. Deze neurotransmitters binden dan op receptoren die zich op de post-synaptische cel bevinden. Door binding zal er een actiepotentiaal ontstaan die ervoor zorgt dat de zenuwvezel de spiervezel laat samentrekken.

#### Synaps tussen motorneuron en spiervezel
In het motorneuron bevinden zich vesikels met acetylcholine (Ach) neurotransmitters. Nadat er een signaal, gezonden door een excitatorische interneuron, aankomt in het axon zal deze ervoor zorgen dat er een instroom van calciumionen (Ca2+) is. Deze instroom is verantwoordelijk voor de fusie van de vesikels die acetylcholine bevatten met het membraan. Zo wordt acetylcholine vrijgesteld in de synaptische spleet en kan het binden op receptoren op het membraan van de spiervezels. Als er genoeg receptoren gebonden zijn met acetylcholine en de drempel dus bereikt is, zullen natriumionenkanalen op het membraan van de spiervezel openen en zo zorgen voor een natriuminstroom. Deze instroom zorgt uiteindelijk dat de spier zal samentrekken. In deze synaps zal het tetanus neurotoxine geen schade of verandering veroorzaken.

#### Synaps tussen motorneuron en inhibitorische interneuron
De synaps tussen het motorneuron en het inhibitorische interneuron wordt echter wel beïnvloed door TeNT. Bij een normale werking geeft het motorneuron een signaal door aan de spiervezel waardoor deze samentrekt. Dit signaal is afkomstig van een excitatorisch interneuron en is continu actief maar doordat het inhibitorisch interneuron ook signalen afgeeft krijgt de spier tijd om de relaxeren. In het inhibitorische interneuron bevinden zich vesikels die GABA-neurotransmitters bevatten. Op de buitenkant van de vesikels met GABA in de interneuron bevinden zich SNARE-eiwitten. Deze eiwitten zijn verantwoordelijk voor het in goede banen leiden van de fusie van het vesikel met het membraan van de presynaps om de neurotransmitters vrij te zetten.

#### Doelwit van TeNT
Op de vesikels met neurotransmitters in het inhibitorische neuron bevinden zich SNARE-eiwitten die v-SNARE’s worden genoemd. Een voorbeeld van een v-SNARE is VAMP2 of ook wel synaptobrevin-2 genoemd. Op het membraan zelf bevinden zich de t-SNARE’s, ze vormen samen met de v-SNARE’s een SNARE-complex en hierdoor kunnen vesikel en membraan fuseren waardoor de GABA-neurotransmitters in de synaptische spleet terecht kunnen komen om dan te binden op de receptoren van de post-synaptische cel die hier het motorneuron is. Doordat GABA bindt op receptoren van het motorneuron zal het signaal van het excitatorische interneuron geneutraliseerd worden.
Het tetanus neurotoxine zal echter na een translocatie uit het ASE, dat zich in het cytosol van de interneuron bevindt, een SNARE-eiwit knippen. Na deze translocatie zal TeNT eerst uiteenvallen in een H-keten en een L-keten omdat het zich nu in een zuur milieu bevindt. Vervolgens zal de L-keten een SNARE-eiwit knippen en de H-keten zal zorgen dat de L-keten op de juiste plaats knipt. TeNT zal dus VAMP2, die zich op de buitenkant van het membraan van het vesikel met neurotransmitters bevindt, knippen waardoor het SNARE-complex niet gevormd kan worden. Hierdoor zal GABA niet vrijgesteld worden door het inhibitorische interneuron. Dit heeft tot gevolg dat het signaal van de excitatorische neuronen niet geneutraliseerd wordt, waardoor de spier ongeremd zal samentrekken.

## Varianten
Gebaseerd op de klinische kenmerken zijn er vier verschillende vormen van tetanus te onderscheiden: gegeneraliseerde tetanus, neonatale tetanus, lokale tetanus en cephalische tetanus.

### Gegeneraliseerde tetanus
Gegeneraliseerde tetanus is de meest frequente vorm, het presenteert zich in 80% van alle gevallen. Het TeNT zal zich bij deze vorm verspreiden via het perifere zenuwstelsel naar het centraal zenuwstelsel, waardoor neuronen in het volledige zenuwstelsel kunnen worden aangetast.

#### Oorzaak
De primaire oorzaak van een tetanusinfectie zijn de sporen van de bacterie C. tetani. Deze sporen worden aangetroffen in aarde, stof, vuil of in uitwerpselen van dieren, aangezien C. tetani in het darmstelsel van dieren leeft.
In de meeste gevallen dringt C. tetani het menselijk lichaam binnen via een wonde die vaak oppervlakkig is en daardoor onopgemerkt blijft. Dit kan bijvoorbeeld een kleine scheur door houten of metalen splinters of doornen zijn. Andere minder voorkomende oorzaken van infectie zijn wondpuncties, huidbreuken, contact met een geïnfecteerde spuit, insectenbeten, chirurgische procedures, intramusculaire injecties, samengestelde fracturen, tandinfecties en hondenbeten. Tetanus kan zich ook ontwikkelen als gevolg van chronische aandoeningen zoals abcessen en gangreen. 
Een veel voorkomende oorzaak van tetanus is een gebrek aan immunisatie. Tetanus komt meestal voor bij mensen die niet of onvoldoende gevaccineerd zijn.

#### Incubatieperiode
De incubatieperiode is de tijd tussen de blootstelling aan een pathogeen en het verschijnen van de eerste symptomen. De incubatieperiode van gegeneraliseerde tetanus kan variëren van 3 tot 21 dagen met een gemiddelde van 8 dagen. De ernst van de symptomen hangt af van de afstand tussen de plaats van infectie en het centrale zenuwstelsel. Bovendien zijn infecties met een kortere incubatieperiode in het algemeen agressiever omdat ze geassocieerd zijn met complicaties en een hogere kans op sterven.

#### Symptomen
De patiënt is zich bewust van de symptomen omdat het TeNT geen invloed heeft op de cognitie. In de meeste gevallen verschijnt trismus als het eerste symptoom, met de progressie van spasmen in de rest van het lichaam. Trismus wordt ook wel 'kaakklem' of 'lockjaw' genoemd. Bij trismus zijn de kauwspieren stijf en onbeweeglijk waardoor de patiënt een ongecontroleerd onvermogen ontwikkelt om de mond te openen.
Naast trismus is er ook sprake van risus sardonicus, dat gekenmerkt wordt door de aanwezigheid van aanhoudende samentrekkingen van de gezichtsspieren met als gevolg een grijnsachtige gezichtsuitdrukking. 
Dit kan leiden tot dysfagie, wat wil zeggen dat de patiënt moeite heeft met slikken. Bovendien kan het ook leiden tot pijnlijke krampen en stijfheid in de nekspieren. Andere symptomen zijn stijve borst-, buik- en kuitspieren.

##### Reflexspasmen
Reflexspasmen treden op binnen 1 tot 4 dagen na de eerste symptomen. Kenmerkend voor reflexspasmen is opisthotonus. Hierbij ligt het lichaam naar achteren gekromd met de wervelkolom gebogen en het hoofd in de nek. Opisthotonus is een gevolg van het onwillekeurig samentrekken van de rug- en nekspieren. Bij reflexspasmen vindt eerst opisthotonus plaats en vervolgens worden de armen naar het lichaam getrokken, worden de vuisten gebald en worden de benen stijf.
Opisthotonus kan luchtwegproblemen veroorzaken die zich voordoen als dyspneu (kortademigheid) met uiteindelijk een luchtwegobstructie en apneu (ademstilstand). 
Reflexspasmen kunnen enkele minuten aanhouden en de patiënt ervaart vaak ondraaglijke pijn. Deze algemene spasmen kunnen zich ontwikkelen tot fracturen, gescheurde pezen en rabdomyolyse (een overmatige afbraak van spierweefsel). Deze ernstige spasmen kunnen worden veroorzaakt door ordinaire gebeurtenissen die de zintuigen stimuleren, zoals een hard geluid, een fysieke aanraking, een tocht of licht.

##### Vroege fase
De klinische presentatie van gegeneraliseerde tetanus kan soms een vroege fase hebben die symptomen van autonome overactiviteit omvat, namelijk rusteloosheid, prikkelbaarheid, zweten en een snelle hartslag. Deze symptomen zijn minder specifiek.

##### Latere fase
Autonome instabiliteit kan optreden in een latere fase. Dit omvat de volgende symptomen: koorts, extreem zweten, hartritmestoornissen en bloeddrukstoornissen. Er is ook een verhoogd risico op aneurysma’s in een latere fase. Een aneurysma is een verbreding in een bloedvat. Als gevolg van deze verbreding is het bloedvat verzwakt op deze plaats waardoor het aneurysma onder hogere druk - of bij extreme verbreding van het bloedvat ook onder normale druk - een ruptuur van het bloedvat kan veroorzaken. Gezien deze scheur vaak in de aorta en grote slagaders voorkomt, is een aneurysma in de meeste gevallen levensbedreigend. Autonome instabiliteit is de belangrijkste doodsoorzaak bij gegeneraliseerde tetanus. Overmatige uitscheiding van excitatorische neurotransmitters en hartritmestoornissen kunnen immers leiden tot een hartinfarct.

### Neonatale tetanus
Neonatale tetanus is een vorm van gegeneraliseerde tetanus bij pasgeborenen. Het komt voornamelijk voor in ontwikkelingslanden en is geassocieerd met hoge sterftecijfers. De diagnose van neonatale tetanus wordt gesteld wanneer een pasgeborene gedurende de eerste twee dagen een normaal vermogen heeft om te zuigen, en die dan tussen dag 3 en dag 28 na de geboorte niet meer in staat is om te zuigen, gepaard met stijfheid of spasmen.

#### Oorzaak
Neonatale tetanus treedt op als gevolg van een infectie via een niet-steriel instrument bij het doorknippen van de navelstreng tijdens de geboorte, naast een gebrek van moederlijke vaccinatie. Pasgeborenen van moeders die volledig immuun zijn krijgen over het algemeen geen neonatale tetanus vanwege de passieve immuniteit van de moeder.

#### Incubatieperiode
Neonatale tetanus heeft een afwijkende incubatieperiode. Deze kan variëren van 3 tot 14 dagen na de geboorte met een gemiddelde van 7 dagen. Er kan dus gemakkelijk een onderscheid gemaakt worden tussen neonatale tetanus en andere oorzaken van neonatale sterfte die doorgaans optreden in de eerste twee dagen na de geboorte.

#### Symptomen
Bij neonatale tetanus zijn de symptomen gelijkaardig aan die van gegeneraliseerde tetanus. Trismus en stijfheid van de lipspieren interfereren met normaal zuigen en voeden. Andere symptomen zijn prikkelbaarheid en hoge koorts. Vervolgens breidt de spierstijfheid zich uit over het hele lichaam en komen de reflexspasmen van gegeneraliseerde tetanus ook voor bij de geïnfecteerde pasgeborenen. Pasgeborenen sterven bij neonatale tetanus door een longontsteking, uitdroging en occasioneel een bloeding in de longen.

### Lokale tetanus
Lokale tetanus is een zeldzame vorm. Het TeNT zal bij deze vorm in het perifere zenuwstelsel blijven en het verspreidt zich niet verder naar het centraal zenuwstelsel.

#### Oorzaak
Er is sprake van deze vorm van tetanus bij kleine concentraties van TeNT in het lichaam. De concentratie van TeNT is gerelateerd aan de initiële hoeveelheid bacteriën die in de vervuilde wonde kwamen en de groeiomstandigheden voor C. tetani in het weefsel.

#### Incubatieperiode
Lokale tetanus heeft dezelfde incubatieperiode als gegeneraliseerde tetanus. Deze kan dus variëren van 3 tot 21 dagen met een gemiddelde van 8 dagen.

#### Symptomen
Lokale tetanus kenmerkt zich door gelokaliseerde spierspasmen rond de plaats waar C. tetani het lichaam binnendringt. De spierspasmen kunnen bijvoorbeeld gelimiteerd zijn tot één lidmaat. Lokale tetanus is zelden dodelijk, maar het kan evolueren naar de gegeneraliseerde vorm, wat levensbedreigender is. Als de tetanus lokaal blijft, houden de symptomen weken tot maanden aan. In de meeste gevallen zullen ze verdwijnen zonder blijvende gevolgen.

### Cephalische tetanus
Cephalische tetanus is een zeldzame vorm. Het TeNT zal bij deze vorm het centraal zenuwstelsel binnendringen.

#### Oorzaak
Cephalische tetanus kan ontstaan bij verwondingen in het gebied van het hoofd of de nek, zoals een schedelbreuk, een oogletsel of tonsillectomie (operatieve verwijdering van de amandelen). Cephalische tetanus kan ook veroorzaakt worden door chronische otitis media. Otitis media is een oorontsteking waarbij het middenoor ontsteekt en zich met vocht vult.

#### Incubatieperiode
Cephalische tetanus heeft een afwijkende incubatieperiode. Deze is kort, meestal 1 tot 2 dagen.

#### Symptomen
Cephalische tetanus presenteert zich met stijfheid van de nekspieren, dysfagie, trismus, ingetrokken oogleden, abnormale beweging van de ogen en risus sardonicus. Deze symptomen komen voor in combinatie met verlamming van één of meer craniale zenuwen (hersenzenuwen). De aangezichtszenuw (nervus facialis) is het meest frequent aangetast.
Complicaties van cephalische tetanus zijn pulmonale aspiratie, verlamming van de ademhalings- en strottenhoofdspieren en ademhalingsinsufficiëntie. Bij een pulmonale aspiratie inhaleert de patiënt een vreemde stof in de longen, zoals voedsel. Cephalische tetanus kan evolueren naar de gegeneraliseerde vorm.

## Diagnostiek
Tetanus wordt voornamelijk vastgesteld via een klinische diagnosestelling op basis van de aanwezige symptomen. Om tetanus verder te diagnosticeren is het van belang tijdens de anamnese te ondervragen of de patiënt in de afgelopen drie weken verwondingen heeft opgelopen (de wonden kunnen namelijk gedurende deze periode al genezen zijn), die mogelijks ook vervuild waren. In combinatie met de aanwezige symptomen kan tetanus al dan niet aangenomen worden als mogelijke diagnose. Een test om tetanus al dan niet definitief uit te sluiten, is momenteel nog niet beschikbaar. Wanneer men in een studie C. tetani uit de vervuilde wonde probeerde te isoleren en testte op aanwezigheid van een positieve gram stain, werd slechts in 30% van de geïnfecteerde wonden een positief testresultaat bevonden. Verder werd ook gemeld dat een positief testresultaat mogelijk is bij niet-geïnfecteerde wonden, waardoor de test tot heden als zinloos wordt beschouwd. Een test via elektromyografie (EMG), waarbij elektrische activiteit van spieren en zenuwen wordt getest via kleine zenuwimpulsen, kan niet worden uitgevoerd omdat het te veel risico inhoudt op bijkomende schade aan de patiënt. 
De prognose van een patiënt hangt af van de soort tetanusinfectie en het stadium waarin de tetanus al gevorderd is op het moment van de diagnose.

## Behandeling
Behandeling is enkel nodig als men besmet raakt met de tetanus bacterie of met sporen van de tetanus bacterie zonder dat men gevaccineerd is. Dit komt dus vooral voor in ontwikkelingslanden en minder in de westerse wereld. Sommige behandelingen worden ook toegediend als het laatste vaccin langer dan 10 jaar geleden gegeven is.

### Passieve immuniteit
Een eerste vorm van behandeling is passieve immuniteit. Als men vermoedt of er zeker van is dat iemand besmet is, kan men rechtstreeks antistoffen in het lichaam inspuiten. Een foetus kan passieve immuniteit verkrijgen via de navelstreng en een baby kan het ook krijgen door moedermelk te drinken. Passieve immuniteit is maar een tijdelijke bescherming tegen tetanus en men moet er snel genoeg bij zijn. Vanaf dat TeNT zich in het zenuwstelsel bevindt, zullen antistoffen geen effect meer hebben. Bij deze vorm van bescherming heeft de patiënt dus niet zelf de antistoffen aangemaakt en zullen de ingespoten antistoffen langzaamaan uit het lichaam verdwijnen. In het geval van tetanus wordt tetanus immunoglobuline toegediend.  Immunoglobuline wordt afgezonderd uit het plasma van plasmadonors die immuun zijn voor tetanus. Soms wordt gebruik gemaakt van een vorm die afkomstig is van paarden. Deze kan wel een anafylactische shock veroorzaken, dit is een shock door een allergische reactie. Deze vorm heeft een halveringstijd van twee dagen en zullen dus rap uit het lichaam verdwijnen, maar het is heel wat goedkoper om aan te maken. De menselijke vorm wordt het best intramusculair toegediend, omdat er dan minder nevenwerkingen optreden.

### Medicijnen om symptomen in te perken
Als er laat wordt ingegrepen en er vertonen zich al symptomen, dan zijn er naast antistoffen nog een hele reeks andere medicijnen die kunnen worden toegediend. Het meest standaard medicijn dat wordt gebruikt bij tetanus is penicilline, wat gedurende 7 tot 10 dagen intraveneus of intramusculair toegediend wordt. Penicilline werkt ook anti-bacterieel, wat waarschijnlijk de grootste reden is waarom men had verwacht dat het een positief effect zou hebben.  Na verder onderzoek over penicilline bleek dat dit stuiptrekkingen kan veroorzaken, indien het rechtstreeks wordt ingespoten in de cortex. Penicilline gedraagt zich als een competitieve antagonist. Penicilline heeft immers een gelijkaardige structuur als de GABA-neurotransmitter. Doordat er een gelijkaardige structuur is, kan penicilline binden op GABA-receptoren maar hierdoor treedt de inhiberende werking van het neuron niet terug in gang. Daarom wordt vaak gebruikgemaakt van een veiliger alternatief bij tetanus, namelijk metronidazole. Er zijn zelfs een aantal studies die aantonen dat metronidazole minder sterfgevallen tot gevolg zou hebben en dat er minder symptomen op zouden treden in vergelijking met penicilline. Daarom is het gebruik van metronidazole de laatste jaren erg toegenomen. Er zijn nog een aantal andere medicijnen die dezelfde werking hebben als penicilline en metronidazole, zoals erythromycin, tetracycline en vancomycin.
Tetanus is vooral prominent aanwezig in ontwikkelingslanden, waardoor ademhalingsproblemen één van de grootste doodsoorzaken zijn. Dit komt omdat de ziekenhuizen minder goed uitgerust zijn met de juiste medische apparatuur. In ontwikkelingslanden wordt er meestal een percutane tracheostomie uitgevoerd bij ademhalingsproblemen. Bij een percutane tracheostomie maakt men een snee ter hoogte van de hals zodat men een buis in de luchtpijp kan inbrengen om de patiënt van voldoende zuurstof te voorzien. 
Daarnaast worden er vaak medicijnen toegediend die spierverlamming teweegbrengen zoals pancuronium, d-tubocurarine of alcuronium. Ook worden er vaak kalmerende middelen toegediend zoals benzodiazepinen, fenothiazines of morfine.

## Preventie
De voornaamste preventie tegen een tetanusinfectie is door middel van immunisatie verkregen via tetanus-toxoïd-bevattende vaccins (TTCV) en goede wondverzorging. De wereldgezondheidsorganisatie (WHO) beschrijft dat deze vaccinaties over de hele wereld in het standaard immunisatieprogramma zijn opgenomen. Vanaf de zesde week na de geboorte worden deze vaccinaties gestart. Minimum vier weken worden tussen elke afzonderlijke vaccinatie bewaard. Er worden in totaal zes vaccins gegeven per kind en deze dienen allemaal gegeven te worden vóór het zesde levensjaar. Over het algemeen zorgen de eerste drie vaccins dat de B- en T-cellen (afweercellen in het menselijk lichaam) geactiveerd worden en zelf immunoglobulines aanmaken die dienen als antilichamen tegen het tetanus neurotoxine, dat bij infectie door de bacterie wordt vrijgesteld. De laatste drie vaccinaties dienen als boosters voor de eerste drie vaccins. In veel landen wordt deze tetanusvaccinatie gecombineerd met vaccinatie tegen enkele andere bacteriële infecties, zoals difterie en pertussis, en worden deze in één dosis gegeven aan het kind. Vóór deze periode wordt uitgegaan van voldoende immunisatie verkregen via de moeder (passieve immuniteit). Er wordt dan ook aan zwangere vrouwen aangeraden een boostervaccin aan te vragen indien de laatste vaccinatie langer dan 10 jaar geleden plaatsvond. Na deze eerste vaccinaties wordt om de tien jaar geadviseerd een boostervaccin te nemen voor voldoende immunisatie. In België wordt het volgend vaccinatieschema toegepast en aanbevolen om gevolgd te worden door alle pasgeboren kinderen. Huisartsen, Kind en Gezin, CLB’s en kinderartsen kunnen deze vaccins gratis bestellen.
In geval van verwonding is het echter nog steeds aangeraden de wonde goed te reinigen en te ontdoen van elke vorm van vervuiling om tetanus verder te vermijden. Immers, zelfs met actieve immuniteit is het nog mogelijk om tetanus op te lopen.

## Epidemiologie
Twee sleutelbegrippen van de epidemiologie van een bepaalde pathologie zijn prevalentie en incidentie. Prevalentie houdt rekening met het aantal bestaande gevallen terwijl incidentie verwijst naar het aantal nieuwe gevallen, respectievelijk op een bepaald tijdstip en binnen een bepaalde periode. Kennis van de prevalentie van een ziekte maakt het mogelijk de gevolgen voor de volksgezondheid te begrijpen, de maatregelen te plannen in functie van de verwachte prevalentie en deze te plannen naargelang de temporele variatie ervan. De incidentie kan worden opgevat als een maat voor de snelheid waarmee de ziekte zich aan het ontwikkelen is. De prevalentie is echter geen goede maat om de kans om ziek te worden te bepalen, de incidentie daarentegen wel.
Tetanus is een globaal verspreide ziekte, waarvan de geografische incidentie samenhangt met ecologische, sociaal-sanitaire, sociaal-economische en culturele factoren. Deze factoren liggen aan de basis van het feit dat de prevalentie hoger ligt in de ontwikkelingslanden in Afrika, Azië en Latijns-Amerika, terwijl de ziekte veel minder vertegenwoordigd is in Europa en Noord-Amerika.  
Aangezien C. tetani gewoonlijk door de darmen van herbivoren gaat, verspreiden hun uitwerpselen de sporen in de bodem, waardoor grond, water, stof in de lucht, maar ook straten, huizen en zelfs ziekenhuizen worden besmet. Juist om deze reden wordt de ziekte vooral aangetroffen in landen met een rudimentair of ongecontroleerde veeteelt. Bovendien komt de ziekte voornamelijk voor in slechte hygiënische omstandigheden (dorpen, hutten) of bij wrede inheemse rituelen (piercing van lippen, neustussenschot of oorlellen, besnijdenis van mannen, infibulatie), die dan ook nog gevolgd worden door empirische behandelingen zoals het aanbrengen van modder of dierlijke mest op de wonden.
Wereldwijd komen jaarlijks ongeveer 1 miljoen gevallen van tetanus voor, met een sterftecijfer van ongeveer 45%. In sommige tropische landen behoort tetanus nog steeds tot de top tien van doodsoorzaken. Deze cijfers zijn waarschijnlijk onderschat, aangezien de ziekte in veel gebieden niet aangifteplichtig is. In deze ontwikkelingslanden heeft tetanus een zware impact op vrouwen tijdens de bevalling omdat er besmetting kan optreden bij het doorsnijden van de navelstreng. In de ontwikkelde landen daarentegen, zoals Italië, bedraagt het aantal gevallen per jaar niet meer dan 150 als gevolg van de verplichte vaccinatie van kinderen (sinds 1968) en van mannen bij de militaire dienst (sinds 1938). Het betreft vooral mensen van middelbare leeftijd, vrouwen en drugsverslaafden.